# SN 2006or
SN 2006or – supernowa typu Ia odkryta 18 listopada 2006 roku w galaktyce NGC 3891. W momencie odkrycia miała maksymalną jasność 16,30m.